# Mark Formelle
Mark Formelle — группа компаний, один из ведущих белорусских производителей женского, мужского и детского белья и одежды из трикотажа.
Под брендом MF ежегодно выпускается свыше 26 млн изделий. На начало 2023 года открыто более 300 фирменных магазинов в странах СНГ. Производственные мощности включают 18 собственных фабрик с полным циклом производства и многоступенчатым контролем качества на каждом из этапов. Ассортиментный ряд продукции состоит из 8 линеек для женщин, мужчин и детей. Ежегодно бренд выпускает свыше170 капсульных коллекций, многие из которых отличаются своей тематичностью и социальной направленностью.

## История предприятия
История группы компаний Mark Formelle начинается в 1994 году, когда небольшое предприятие в Беларуси начало выпуск женского белья и купальников для немецкого бренда Triumph AG.
- 2005 год — начато производство собственной продукции и проложен выход на рынок Беларуси.
- 2009 год — создан бренд Mark Formelle. Приобретена первая собственная фабрика.
- 2010 год — в Минске открыт первый магазин розничной сети Mark Formelle.
- 2012 год — начало сотрудничества с ЕБРР в рамках программы поддержки малого и среднего бизнеса[1].
- 2013 год — запуск производства чулочно-носочных изделий в городе Заславль[2].
- 2014 год — открыт первый магазин в России.
- 2015 год — признание бренда Mark Formelle Народной Маркой Беларуси в номинации «Бельевой трикотаж»[3]. Открыт первый магазин в Казахстане.
- 2017 год — самый высокий темп роста среди предприятий лёгкой промышленности Беларуси. Работает 12 собственных фабрик и более 3000 сотрудников. Обладатели награды «Народная марка Беларуси 2017» в номинациях «Магазин брендовой одежды» и «Бельевой трикотаж».
- 2018 год — открыт первый магазин в Узбекистане.
- 2019 год — запущен интернет-магазин markformelle.com.
- 2020 год — начат выпуск защитных медицинских изделий.
- 2021 год — открыт собственный логистический центр площадью более 25 000м2; покупка IT-платформы KupiVip.
- 2022 год — покупка производственной фабрики в Узбекистане.
- 2023 год — запланировано открытие ещё 2 фабрик в Беларуси.

## Продукция
На сегодняшний день под брендом Mark Formelle выпускается:
- Нижнее бельё
- Чулочно-носочные изделия
- Одежда для отдыха и сна MF HOME
- Одежда для работы и досуга MF LIFE
- Одежда для спорта MF SPORT
- Термобельё
- Купальники и плавки

## Розничная сеть
В розничную сеть Mark Formelle на начало 2023 года входит около 300 фирменных магазинов в Беларуси, России, Казахстане, Узбекистане. Сеть Mark Formelle в России состоит из 62 магазинов в 28 городах. В планах 2023 года открытие еще минимум 40 собственных торговых точек.
Фирменные магазины Mark Formelle посещают более 1 миллиона покупателей в месяц.
В планах группы компаний — активное расширение сети и открытие новых магазинов, в том числе в новых странах — Армении и Кыргызстане.

## Маркетинговая деятельность
В декабре 2016 обвинение Mark Formelle в сексизме подняло волну народного возмущения. Одни утверждали, что организация «Центр по продвижению прав женщин» возмутилась правильно, и женщина на постере подается как объект. Другие обвиняли феминисток в зависти к чужой сексуальности.
В 2017 году компания сняла провокационный вирусный ролик о том, как сексуальные мужчины шьют женское «белье мечты». В кадре около десяти накачанных мужчин создают кружевные трусики и бюстгальтеры Вирусный ролик собрал 3 миллиона просмотров.
В конце 2017 года Mark Formelle презентовала первую в истории белорусских массовых брендов унисекс-коллекцию, которую разрабатывает Лучано Паризи. Также известный итальянский дизайнер становится новым креативным директором компании. Ожидаемый показ капсульной коллекции Mark Formelle и дизайнера Лучано Паризи был представлен для широкой публики в марте 2018 года.
Особого внимания заслуживают коллекции бренда с социальной составляющей. «Мова гэта стылева» и «Литературная коллекция» посвящены сохранению языкового наследия, «Save the planet» и «День Земли» — использованию вторичных ресурсов, осознанному потреблению и мышлению. Так, при создании капсулы «Save the planet» было использовано 6 тонн переработанного пластика — это более 150 тыс. бутылок объемом 1,5 л. Проблему востребованности людей с ограниченными возможностями подняла коллекция «Свет, живущий в темноте», авторами принтов для которой стали незрячие дети-художники.
В 2022 году бренд пошел еще дальше и привлек к созданию капсульной коллекции искусственный интеллект. Её тему подсказала галерея нейросетевого искусства «Яндекс».
В мае 2023 года бренд удивил своих поклонников еще одной необычной капсулой — с дополненной реальностью и цветовой философией. Коллекция послужила отлично примером того, как можно соединять технологии и личность.
Еще одно важно направление корпоративной социальной ответственности — поддержка искусства и его популяризация. Это важная составляющая ДНК бренда MF. Под хештегом #ArtUWear мир увидело немало коллекций, посвященных творчеству талантливых художников и иллюстраторов.
Старания команды бренда не перестают отмечать на многочисленных национальных премиях. На протяжении последних лет Mark Formelle входил в топ-3 лучших брендов Беларуси.